# Aurelio Fierro
Pour les articles homonymes, voir Fierro.
Aurelio Fierro, né le 13 septembre 1923 à Montella et mort le 11 mars 2005 à Naples, est un chanteur et acteur italien, spécialisé dans le répertoire de la chanson napolitaine.

## Biographie
Originaire de Montella, dans la province d'Avellino, où sa famille avait une entreprise de bâtiment et où l'un de ses oncles avait ouvert un cinéma-théâtre, il débute en 1951 en se classant premier sur six-cents candidats lors d'un concours de voix nouvelles. Cette victoire lui permet de signer un contrat avec la firme Durium (it) pour laquelle il enregistre une série de chansons en napolitain et en italien. En 1952 il remporte avec la chanson Rrose, poveri rrose! le premier festival de Castellammare di Stabia ce qui le décide à abandonner la profession d'ingénieur pour se consacrer à la musique. Son premier grand succès est Scapricciatiello. Vient ensuite la célèbre Lazzarella, écrite par Domenico Modugno, qui est également un succès cinématographique.
Fierro participe à six éditions du festival de la chanson italienne de Sanremo en 1958, 1959, 1961, 1962, 1963 et en 1964, et à plusieurs éditions du festival de la chanson napolitaine dont il est cinq fois vainqueur. Sa chanson Guaglione, chantée en duo avec Grazia Gresi (it) au festival de Naples est traduite en plusieurs langues grâce aux tournées que le chanteur fait aux États-Unis et au Canada au bénéfice des colonies d'immigrés italiens de la fin des années 1950 sur le continent nord-américain. Cet air le rend populaire jusque dans les pays d'Europe de l'Est et au Japon. La version française est chantée par Dalida sous le titre de Bambino. L'un de ses derniers succès, présenté lors du festival de Naples en duo avec Giorgio Gaber, 'A pizza, est également connu à l'étranger.
Il joue au cinéma avec des acteurs comme Tina Pica, Pupella Maggio, Nino Manfredi, Sylva Koscina.
Il est également éditeur discographique, fondant et dirigeant la maison d'édition King (it), qui connait, entre les premières années 1960 et la première moitié des années 1970 une importance notable au niveau national avec Peppino Gagliardi (it). En 1976, pour commémorer la disparition du compositeur Salvatore Mazzocco (it), la maison d'édition discographique Durium dédia à ce dernier l'album La Napoli di Salvatore Mazzocco : cantano Aurelio Fierro, Mirna Doris, Mario Trevi.

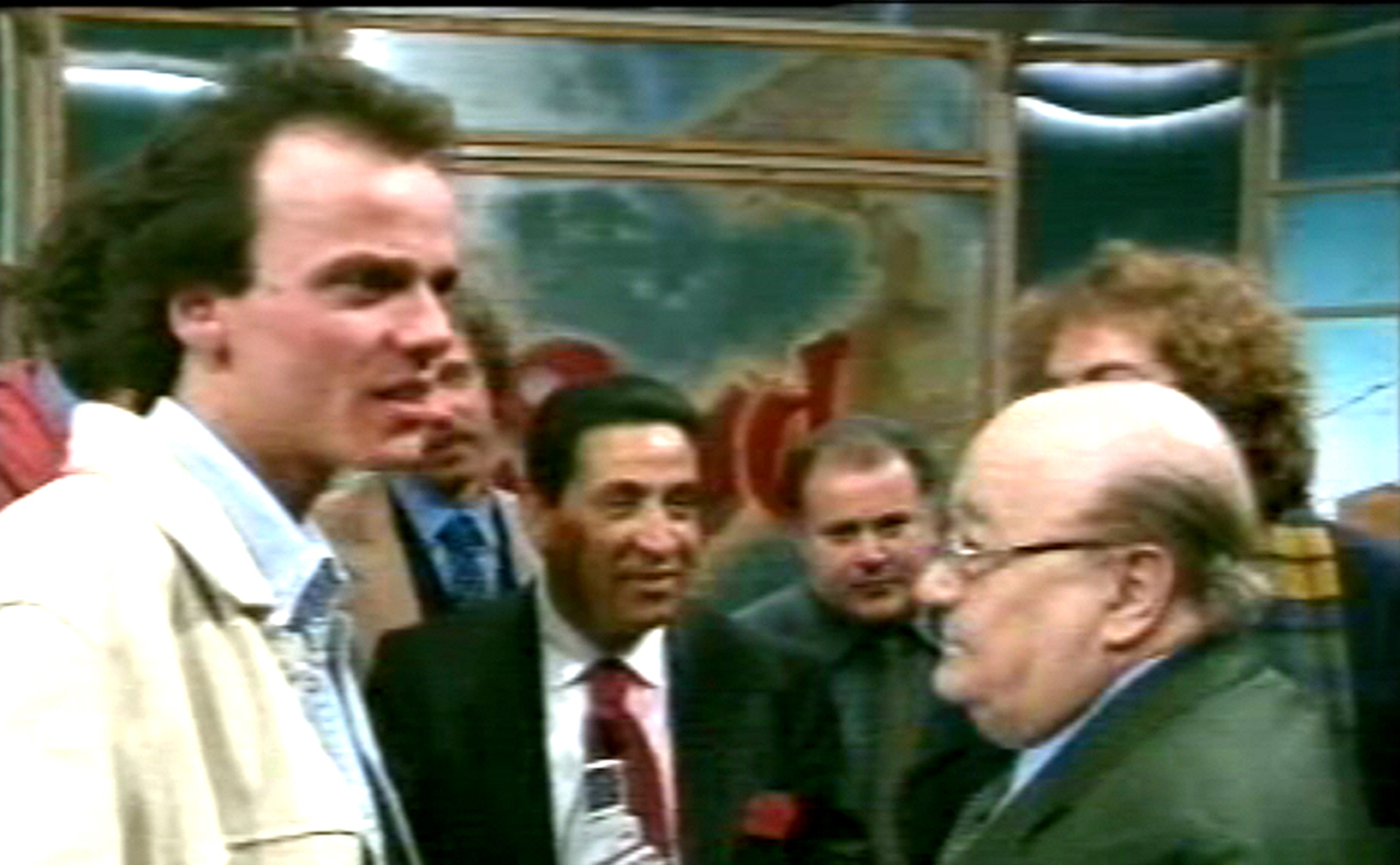
Gigi D'Alessio, Mario Trevi, Aurelio Fierro (1998)

Il ouvre en Italie et en Amérique Latine une chaine de restaurants 'A canzuncella qui, surtout le samedi soir, se remplissait de clients à l'occasion de son dinner show. Féru de culture et de traditions, il veut fonder, toujours à Naples, un musée de la chanson annexé à un petit théâtre pour les touristes mais son projet n'aboutit pas. En 2002, il participe au prix Carosone (it) à l'occasion de l'une de ses dernières apparitions.
Il est mort en 2005 des suites d'une congestion cérébrale. Il est inhumé dans le sud de la France. Article de La Repubblica, 11 mars 2005.

## Filmographie
- Lazzarella, Carlo Ludovico Bragaglia (1957)
- È permesso maresciallo? (Tuppe, Tuppe, Marescià) (it), Carlo Ludovico Bragaglia (1958)
- Serenatella sciuè sciuè (it), Carlo Campogalliani (1958)
- Sorrisi e canzoni (it), Luigi Capuano (1958)
- Ricordati di Napoli, Pino Mercanti (1958)
- Quando gli angeli piangono (it), Marino Girolami (1958)
- L'ultima canzone, Pino Mercanti (1958)
- Caporale di giornata, Carlo Ludovico Bragaglia (1958)
- Le donne ci tengono assai, Antonio Amendola (1959)
- Quel tesoro di papà (it), Marino Girolami (1959)
- Destinazione Sanremo, Domenico Paolella (1959)
- Luna e l'altra, Maurizio Nichetti (1996)
- Aitanic (it), Nino D'Angelo (2000)

## Source
- (it) Cet article est partiellement ou en totalité issu de l’article de Wikipédia en italien intitulé « Aurelio Fierro » (voir la liste des auteurs).